# Guided Tour (E-Learning)
Eine Guided Tour (geführte Tour) ist in der Hypertextforschung – speziell im Rahmen des E-Learnings – eine feste Abfolge von Informationseinheiten für einen Anwender. Meistens wird dies so realisiert, dass Vor- und Zurückblättern zur nächsten bzw. vorherigen Einheit sowie das Springen zur ersten und zur letzten Seite möglich sind. Guided Tours sollen vor allem unerfahrenen Anwendern oder Laien in einem umfangreichen Wissensgebiet helfen, sich anfänglich zu orientieren. Für fortgeschrittenere Anwender können Guided Tours auch eine Einschränkung darstellen, weil sie dem hypertextuellen Merkmal der nicht-linearen Organisationsform widersprechen. 